# Goulds smaragdkolibrie
Goulds smaragdkolibrie (Riccordia elegans synoniem: Chlorostilbon elegans) is een uitgestorven vogel uit de familie Trochilidae (kolibries). Soms wordt dit taxon beschouwd als een ondersoort van de eveneens uitgestorven Braces smaragdkolibrie. Van dit taxon bestaat slechts één specimen van onduidelijke geografische oorsprong. Omdat er geen consensus is over de status van het taxon, staat de vogel niet meer op de IOC World Bird List.